# Harachim
Harachim (en hébreu : חֲרָשִׁים ; litt. artisans) est une localité communautaire située dans le district nord, en Israël. Située en Haute Galilée au nord de Karmiel, elle relève de la compétence du Conseil régional de Misgav. Selon le Bureau central des statistiques israélien, la population était de 377 habitants lors de l'année 2021. Elle est située à 830 mètres d'altitude. Harachim est le lieu habité le plus pluvieux d'Israël.

## Histoire
Le village a été créé en 1980 dans le cadre du plan de guet de Galilée pour encourager l'implantation juive dans la région. Son nom est dérivé de Tel Harachim à proximité, un village juif de l'âge du fer où l'on pense que les habitants travaillaient comme forgerons.

## Climat
Harachim a un climat méditerranéen (classification de Köppen : Csa) avec des étés chauds et secs et des hivers frais, pluvieux et parfois neigeux. Le village reçoit 986,8 mm de précipitations par an. Les étés sont chauds et sans pluie avec une température moyenne élevée de 29 °C et une température moyenne basse de 18 °C. Les hivers sont frais et humides, et les précipitations prennent parfois la forme de neige. Les hivers ont une température moyenne élevée de 12 °C et une température moyenne basse de 5 °C. Harachim est le lieu habité le plus pluvieux d'Israël.
| Mois                                | jan. | fév. | mars | avril | mai  | juin | jui. | août | sep. | oct. | nov. | déc. | année |
| ----------------------------------- | ---- | ---- | ---- | ----- | ---- | ---- | ---- | ---- | ---- | ---- | ---- | ---- | ----- |
| Température minimale moyenne (°C)   | 5    | 5,1  | 6,9  | 9,5   | 13   | 16   | 18   | 18,2 | 16,4 | 14,1 | 10,4 | 7,2  | 11,6  |
| Température moyenne (°C)            | 8,2  | 8,8  | 11,3 | 14,7  | 18,8 | 21,5 | 23,4 | 23,7 | 22,1 | 19,3 | 14,5 | 10,3 | 16,4  |
| Température maximale moyenne (°C)   | 11,3 | 12,4 | 15,7 | 20    | 24,6 | 27,1 | 28,9 | 29,3 | 27,7 | 24,5 | 18,5 | 13,5 | 21,1  |
| Record de froid (°C)                | −5   | −5   | −0,6 | −2,2  | 3,5  | 8,6  | 12,2 | 12,6 | 11   | 4,6  | −0,2 | −0,2 | −5    |
| Record de chaleur (°C)              | 22   | 24,4 | 32   | 34,1  | 36   | 37,9 | 40   | 39,9 | 39,5 | 35   | 29,5 | 24   | 40    |
| Précipitations (mm)                 | 267  | 189  | 106  | 47    | 17,4 | 1,7  | 0    | 0    | 4,7  | 33   | 107  | 214  | 986,8 |
| Nombre de jours avec précipitations | 12,5 | 10,3 | 8    | 4,3   | 2,1  | 0,5  | 0    | 0    | 0,7  | 3,4  | 6    | 10,5 | 58,3  |